# 高山凤仙花
高山凤仙花（学名：Impatiens nubigena）为凤仙花科凤仙花属的植物，为中国的特有植物。分布在中国大陆的西藏、云南、四川等地，生长于海拔2,700米至4,000米的地区，常生长在山坡草地、高山栎、冷杉林下岩石边以及山沟水边，目前尚未由人工引种栽培。